# Wadolek
Walek [vɔnˈdɔwɛk] (en alemán: Wondollek) es un pueblo ubicado en el distrito administrativo de Gmina Pisz, dentro del Condado de Pisz, Voivodato de Varmia y Masuria, en Polonia del norte. Se encuentra aproximadamente a 15 kilómetros al sur de Pisz y a 92 kilómetros al este de la capital regional Olsztyn.
Antes de 1945, el área era parte de Alemania (Prusia Orienta).